# Rečnoj Vokzal (metropolitana di Novosibirsk)
Rečnoj Vokzal (in russo Речной вокзал?) è una stazione della Linea Leninskaja, la linea 1 della Metropolitana di Novosibirsk. È stata inaugurata il 7 gennaio 1986.